# Dasylobus samniticus
Dasylobus samniticus is een hooiwagen uit de familie echte hooiwagens (Phalangiidae).